# Discographie de W&W
 (juillet 2025).
Si vous disposez d'ouvrages ou d'articles de référence ou si vous connaissez des sites web de qualité traitant du thème abordé ici, merci de compléter l'article en donnant les références utiles à sa vérifiabilité et en les liant à la section « Notes et références ».
La discographie de W&W comprend un album studio et plusieurs singles ou remix.

## Discographie

### Sous W&W

#### Compilations
Les quatre compilations de W&W sont :
- 2011 : 100 Minutes of 2011
- 2012 : Mainstage, Vol. 1
- 2015 : Bigfoot
- 2018 : The Best of W&W

#### Singles
- 2008 : Mustang / Eruption
- 2008 : Countach / Intercity
- 2008 : Dome
- 2008 : Arena / Chronicles
- 2008 : Plasma
- 2009 : The Plan
- 2009 : Synergy (avec Ummet Ozcan)
- 2009 : Mainstage / System Overload
- 2010 : D.N.A.
- 2010 : Alligator Fuckhouse (vs. Jonas Stenberg)
- 2010 : Manhattan
- 2010 : Alpha
- 2010 : Saturn (vs. Leon Bolier)
- 2010 : Break the Rules (vs. Ben Gold)
- 2010 : Nextgen
- 2011 : Impact
- 2011 : AK-47
- 2011 : Phantom (avec Wezz Devall)
- 2011 : Three O'Clock (featuring Ana Criado)
- 2011 : Beta
- 2011 : Twist (avec Mark Sixma)
- 2011 : Nowhere to Go (featuring Bree)
- 2012 : Invasion (ASOT 550 Anthem)
- 2012 : Shotgun
- 2012 : Summer (avec Jochen Miller)
- 2012 : Trigger (avec Marcel Woods)
- 2012 : Moscow
- 2013 : Lift Off!
- 2013 : The Code (avec Ummet Ozcan)
- 2013 : D# Fat (avec Armin van Buuren)
- 2013 : Ghost Town
- 2013 : Thunder
- 2013 : Jumper (avec Hardwell)
- 2014 : Bigfoot[2]
- 2014 : Rocket (avec Blasterjaxx)
- 2014 : Waves (Tomorrowland 2014 Anthem) (vs. Dimitri Vegas & Like Mike)
- 2014 : The Dance Floor Is Yours (avec Hardwell)
- 2014 : Shocker (avec Headhunterz)
- 2014 : We Control the Sound (avec Headhunterz)
- 2014 : Don't Stop the Madness (avec Hardwell featuring Fatman Scoop)
- 2015 : Rave After Rave
- 2015 : Bowser (avec Blasterjaxx)
- 2015 : The One
- 2015 : Spack Jarrow (avec MOTi)
- 2015 : If I Ain't Dutch (avec Armin van Buuren)
- 2016 : Arcade (vs. Dimitri Vegas & Like Mike)
- 2016 : How Many
- 2016 : Meet Her at Tomorrowland (vs. Dimitri Vegas & Like Mike featuring Da Hool)
- 2016 : Live the Night (avec Hardwell & Lil Jon)
- 2016 : Caribbean Rave
- 2016 : Get Down (avec Hardwell)
- 2016 : Voltage (vs. Armin van Buuren)
- 2017 : Watcha Need
- 2017 : Put Em Up
- 2017 : Chakra (avec Vini Vici)
- 2017 : Crowd Control (vs. Dimitri Vegas & Like Mike)
- 2018 : God Is a Girl (avec Groove Coverage)
- 2018 : Supa Dupa Fly 2018
- 2018 : Long Way Down (avec Darren Styles featuring Giin)
- 2018 : Rave Culture
- 2018 : Ready to Rave (avec Armin van Buuren)
- 2019 : Repeat After Me (avec Armin van Buuren & Dimitri Vegas & Like Mike)
- 2019 : The Light (featuring Kizuna AI)
- 2019 : Matrix (avec Maurice West)
- 2019 : Ups & Downs (vs. Nicky Romero)
- 2019 : Let the Music Take Control (vs. Blasterjaxx)
- 2019 : Khaleesi (avec 3 Are Legend)
- 2019 : Tricky Tricky (avec Timmy Trumpet & Will Sparks featuring Sequenza)
- 2020 : Wizards of the Beat (avec Sandro Silva & Zafrir)
- 2020 : Do It for You (avec Lucas & Steve)
- 2020 : Clap Your Hands (avec Dimitri Vegas & Like Mike & Fedde le Grand)
- 2020 : Comin' to Getcha
- 2020 : Rave Love (avec Axmo featuring Sonja)
- 2020 : Gold
- 2021 : Distant Memory (avec R3hab & Timmy Trumpet)
- 2021 : Skydance (avec Axmo featuring Giin)
- 2021 : Greece 2021 (avec Martin Jensen featuring Linnea Schössow)
- 2021 : This Is Our Legacy (avec Sandro Silva & Justin Prime)
- 2021 : We're Still Young (avec Nicky Romero featuring Olivia Penalva)
- 2021 : Dynamite (Bigroom Nation) (avec Blasterjaxx)
- 2021 : Moonlight Shadow (avec Groove Coverage)
- 2022 : StarShine (I Don't Want This Night to End) (avec Axmo featuring Sonja)
- 2022 : Sao Polo (avec The Lost Shepherds featuring Sonny Wilson)
- 2022 : Come With Me (avec Harris & Ford & Special D)
- 2022 : Hot Summer Nights (avec Nicky Romero)
- 2022 : Paradise (avec Sub Zero Project)
- 2022 : Poison (avec R3hab & Timmy Trumpet)
- 2022 : Heaven Is a Place on Earth (avec Axmo)
- 2023 : Armageddon (avec Wiwek)
- 2023 : Rave Superstar (avec Axmo featuring Haley Maze)
- 2023 : Fantasy (Tricky Disco) (avec Harris & Ford & TRIIIPL3 INC.)
- 2023 : Shake the Building (avec Sandro Silva featuring MC Ambush)
- 2023 : Gangster (avec VINAI)
- 2023 : Ritmo de la Noche (Vamos a la Playa) (avec Axmo)
- 2023 : Million Places (avec R3hab)
- 2023 : Kriss Kross (avec Da Tweekaz)
- 2023 : Incoming! (avec Kevu)
- 2024 : Boyz In Paris (avec Marnik, Naeleck, VINAI)
- 2024 : Why Am I doing This?! (avec Bassjackers)
- 2024 : Jump Jump Jump (avec ItaloBrothers et Captain Curtis)
- 2024 : Rave Mozart (avec Vini Vici)
- 2024 : If I Die Young (avec  AXMO)

#### Remixes
- 2008 : M6 - Fade to Black (W&W Remix)
- 2008 : Sied Van Riel - Riel People Know (W&W Remix)
- 2009 : Armin van Buuren - Rain (W&W Remix)
- 2009 : Leon Bolier & Galen Behr - Acapulco (W&W Remix)
- 2009 : Little Boots - Remedy (W&W Remix)
- 2009 : Ørjan Nilsen - Artic Globe (W&W Remix)
- 2010 : Aly et Fila featuring Denise Rivera - My Mind Is With You (W&W Remix)
- 2010 : Scott Mac - Damager 02 (W&W Remix)
- 2010 : Svenson & Gielen - The Beauty of Silence (W&W vs. Jonas Stenberg Remix)
- 2010 : J.O.C. - Botnik (W&W Remix)
- 2011 : Sean Tyas - Banshee (W&W Remix)
- 2011 : Marcel Woods - Champagne Dreams (W&W Remix)
- 2011 : Armin van Buuren featuring BT - These Silents Hearts (W&W Remix)
- 2011 : Allure featuring Christian Burns - On the Wire (W&W Remix)
- 2012 : Dash Berlin featuring Emma Hewitt - Waiting (W&W Remix)
- 2012 : Cosmic Gate & J'Something - Over the Rainbow (W&W Remix)
- 2012 : Delerium featuring Sarah McLachlan - Silence (W&W vs. Jonas Stenberg Remix)
- 2013 : Armin van Buuren featuring Trevor Guthrie - This Is What It Feels Like (W&W Remix)
- 2013 : Armin van Buuren featuring Richard Redford - Love Never Came (W&W vs. Armin Van Buuren Remix)
- 2013 : Krewella - Live for the Night (W&W Remix)
- 2013 : Nico & Vinz - Am I Wrong (W&W Remix)
- 2014 : Gareth Emery featuring Bo Bruce - U (W&W Remix)
- 2014 : Duke Dumont featuring Jax Jones - I Got U (W&W Remix)
- 2014 : Dimitri Vegas & Like Mike & Diplo & Fatboy Slim featuring Bondo do Rolê & Pin - Epparei (W&W Remix)
- 2014 : Mark Sixma - Shadow (W&W Edit)
- 2015 : Timmy Trumpet & Savage - Freaks (W&W Bigroom Edit)
- 2015 : Zombie Nation - Kernkraft 400 (W&W Remix)
- 2015 : Axwell Λ Ingrosso - Sun Is Shining (W&W Remix)
- 2015 : Hardwell featuring Mr. Probz - Birds Fly (W&W Remix)
- 2015 : Dillon Francis & DJ Snake - Get Low (W&W Remix)
- 2015 : Stardust - Music Sounds Better with You (W&W Remix)
- 2015 : Skrillex & Diplo present Jack Ü & Justin Bieber - Where Are Ü Now (W&W & Dimitri Vegas & Like Mike Remix)
- 2015 : Justin Bieber - Sorry (W&W Festival Remix)
- 2015 : Ariana Grande - One Last Time (W&W Bootleg)
- 2015 : Kygo featuring Parson James - Stole the Show (W&W Bootleg)
- 2016 : The Chainsmokers featuring Daya - Don't Let Me Down (W&W Remix)
- 2016 : Rihanna - Needed Me (W&W remix)
- 2016 : Mike Posner - I Took a Pill in Ibiza (W&W Festival Remix)
- 2016 : DJ Snake - Propaganda (W&W Bootleg)
- 2016 : Dr. Dre & Snoop Dogg - Still D.R.E. (W&W Festival Remix)
- 2016 : Martin Garrix & Bebe Rexha - In the Name of Love (W&W Festival Remix)
- 2016 : Piko-Taro - PPAP (W&W Remix)
- 2016 : DJ Snake & Yellow Claw - Ocho Cinco (W&W Remix)
- 2016 : Carl Orff - Carmina Burana (O Fortuna) (W&W Remix)
- 2016 : VINAI - Techno (W&W Edit)
- 2016 : Jordan & Baker - Explode (W&W Remix)
- 2016 : Coldplay - Hymn for the Weekend (W&W Festival Remix)
- 2017 : Ten Walls - Walking With Elephants (Dimitri Vegas & Like Mike vs. W&W Remix)
- 2018 : Steve Aoki & BTS - Waste It on Me (W&W Remix)
- 2018 : Avicii - Levels (W&W Festival Remix)
- 2020 : The Weeknd - Blinding Lights (W&W Festival Remix)
- 2020 : Alan Walker - Faded (W&W Festival Remix)
- 2020 : Da Boy Tommy featuring Da Rick - Candyman (Dimitri Vegas & Like Mike & W&W & Ummet Ozcan Remix)
- 2021 : O-Zone - Dragostea din tei (W&W Remix)
- 2021 : Justin Bieber - Hold On (W&W Festival Remix)
- 2022 : Jaxx & Vega featuring Maikki - Rave Time (W&W Edit)
- 2023 : R3hab & Inna & Sash! - Rock My Body (W&W & R3hab VIP Remix)
- 2024 : Jaxomy, Agatino Romero feat. Raffaella Carrà - Pedro (W&W Remix)
- 2024 : R3HAB, A Touch of Class - All Around The World (W&W x R3HAB VIP Remix)

### Sous NWYR

#### Singles
- 2017 : Voltage
- 2017 : Dragon
- 2018 : Ends of Time
- 2018 : Time Spiral
- 2018 : Wormhole
- 2019 : The Melody (avec Andrew Rayel)
- 2019 : Artificial Intelligence
- 2019 : Mind Control
- 2020 : Heart Eyes
- 2020 : Gamer
- 2020 : Drakaina
- 2021 : Shenron
- 2021 : InterGalactic (avec FLRNTN & Darius & Finlay)
- 2021 : Year of the Dragon
- 2022 : The Lone Ranger
- 2022 : Zero Gravity
- 2022 : Cocoon (avec Wiwek)
- 2022 : S1R1
- 2022 : Music In the Air (avec Axmo & STVW)
- 2023 : Oblivion
- 2023 : Spitfire
- 2024 : Fight Club

#### Remixes
- 2017 : Ed Sheeran - Castle on the Hill (NWYR Remix)
- 2017 : Gareth Emery & Standerwick featuring Haliene - Saving Light (NWYR Remix)
- 2017 : Calvin Harris - Flashback (NWYR Remix)
- 2017 : Above and Beyond featuring Richard Bedford - Northern Soul (NWYR Remix)
- 2017 : Phil Collins - In the Air Tonight (NWYR Remix)
- 2019 : Billie Eilish - When the Party's Over (NWYR Remix)
- 2020 : Rüfüs Du Sol - Underwater (NWYR Remix)
- 2020 : Safri Duo - Played-A-Live (NWYR & Willem De Roo Bootleg)